# Alfred Reginald Radcliffe-Brown
Alfred Reginald Radcliffe-Brown (17. ledna 1881 Birmingham – 24. října 1955 Londýn) byl anglický sociální antropolog a představitel strukturního funkcionalismu. Spolu s Bronisławem Malinowským je považován za jednoho ze dvou zakladatelů britské sociální antropologie. Mezi jeho zájmy patřilo především studium domorodých příbuzenských systémů, náboženství a práva.

## Biografie

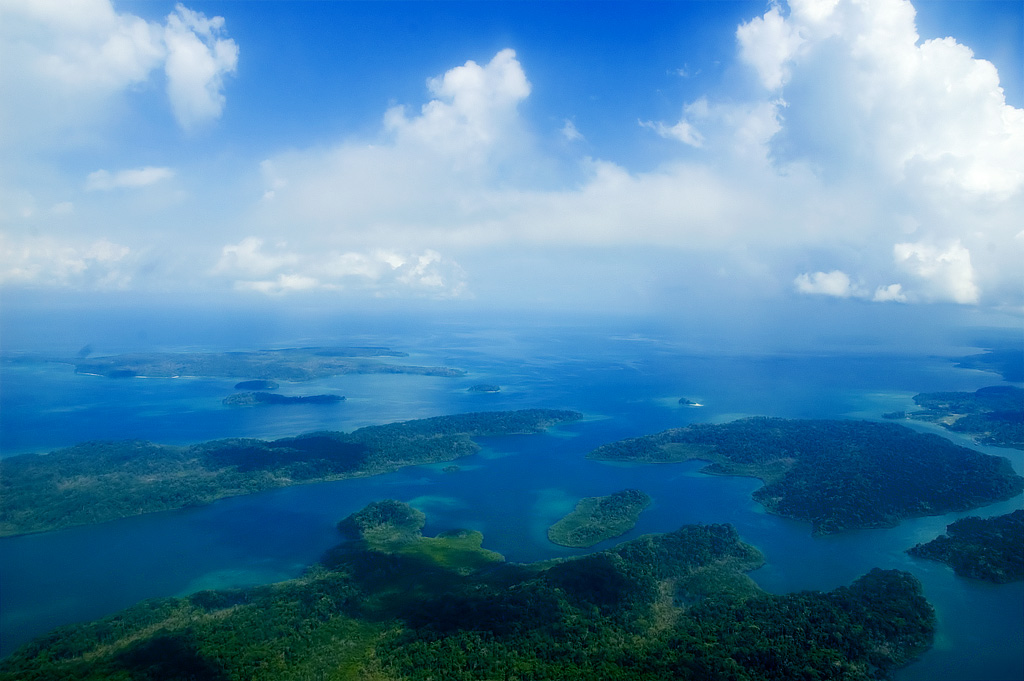
Andamanské ostrovy v Bengálském zálivu. Zde Radcliffe-Brown prováděl v letech 1906–08 terénní výzkum mezi domorodým obyvatelstvem

Narodil se jako Alfred Reginald Brown v roce 1881 ve Sparbrooku v Birminghamu. Jeho otec zemřel v roce 1886 a rodinu tak živila jeho matka. O mladého Alfreda Reginalda a jeho sourozence se starala babička z matčiny strany. Příjmení si nechal změnit v roce 1926 z Brown na Radcliffe-Brown.
Po studiu na Trinity College v Cambridge (zde ho ovlivnil britský antropolog W. H. R. Rivers) odcestoval na Andamanské ostrovy, kde v letech 1906–1908 prováděl terénní výzkum. Na základě dat z tohoto výzkumu vznikla jeho zásadní práce Andamanští ostrované, vydaná až v roce 1922. Ve stejném roce vyšla i kniha Argonauti Západního Pacifiku od Bronisława Malinowského, Radcliffe-Brownova názorového souputníka.
Další výzkum provedl v letech 1910–1912 v Západní Austrálii. V letech 1916–1919 řídil školství v království Tonga. V letech 1920–1926 působil v Jižní Africe na universitě v Kapském Městě. Od roku 1926 přesídlil do Austrálie a působil na Sydney University, kde ve spolupráci se svými studenty vydal monografii Sociální organizace australských kmenů a od roku 1930 žil v Chicagu. Od roku 1937 vyučoval sociální antropologii v Oxfordu, kde se stal jednou z hlavních postav britské sociální antropologie a význačným představitelem strukturního funkcionalismu. V roce 1946 opustil Oxford a až do roku 1954 vyučoval v Alexandrii a Kapském Městě. V roce 1954 se vrátil do Anglie a v následujícím roce zde zemřel.

## Sociální antropologie jako věda
Radcliffe-Brownův vědecký přístup byl ovlivněn francouzskou sociologickou školou, zejména sociologem Émilem Durkheimem a jeho synovcem Marcelem Maussem, s nimiž si nějaký čas i psal. Radcliffe-Brown se v duchu Durkheimovy sociologie vymezoval proti svým předchůdcům snažících se vysvětlit domorodé zvyklosti poukazem na historický vývoj. Mezi takové autory patřili evolucionisté jako Edward Burnett Tylor nebo James George Frazer a další. V případě domorodých společností nemáme podle Radcliffe-Browna žádné, nebo jen málo dokladů o historickém vývoji těchto společností. Jakékoliv domněnky o původu jednotlivých zvyklostí jsou tak podle Radcliffe-Browna jen planou spekulací. Naopak se podle něj musíme podívat na celý aktuální kontext, ve kterém se dané zvyklosti vyskytují. Vysvětlovat, proč se lidé nějakým způsobem chovají, znamená podle Radcliffe-Browna pochopit, jak daná společnost funguje jako celek v určitém okamžiku či období.

### Struktura a funkce
Aby byla naplněna vědecká podstata antropologie, je podle Radcliffe-Browna důležité zaměřit pozornost na studium sociální struktury společnosti a funkcí lidských zvyklostí. Sociální strukturu lze podle Radcliffe-Browna chápat jako síť aktuálních a pozorovatelných vztahů uvnitř společnosti. Jedná se zejména o vztahy mezi jedinci, společenskými vrstvami a skupinami. Kromě sociální struktury můžeme v každé společnosti navíc pozorovat i lidské aktivity. Řada aktivit, zejména těch pravidelných jako jsou náboženské rituály nebo právní procedury, má nějakou funkci. Funkci Radcliffe-Brown definuje jako přínos aktivity k zachování strukturální kontinuity společnosti.

### Inspirace přírodními vědami
Sociální antropologie je jednak vědou komparativní, kdy můžeme společnosti vzájemně porovnávat a srovnávat mezi sebou. Rovněž je však vědou, která by zobecňováním svých poznatků měla dospět k zákonitostem týkajících se podstaty lidských společností minulých, současných i budoucích. Radcliffe-Brown nijak neskrýval, že antropologie je vědou přírodní. Kritizoval tak své současníky, antropology Paula Radina a Marcela Griaula, kteří zobecňování v duchu přírodních věd odmítali a trvali na předpokladu specifičnosti každé společnosti.

### Vliv
Radcliffe-Brown pomohl vychovat a ovlivnil mladší generaci sociálních antropologů. Z těch nejvýznamnějších se jedná zejména o jeho mladší kolegy na Oxfordské univerzitě, Meyera Fortese a Edwarda Evana Evanse-Pritcharda, kteří jsou společně s Radcliffe-Brownem označováni jako škola strukturního funkcionalismu. Mezi další autory inspirované či jinak rozvíjející Radcliffe-Brownův odkaz patřili například Gregory Bateson nebo Max Gluckman.